# Gold (álbum de Eric B. & Rakim)
Gold é a terceira compilação da dupla histórica de hip hop, Eric B. & Rakim. Foi lançado em Junho de 2005. O álbum contém  remixes de alguns dos êxitos do duo norte americano.

## Faixas
1. "Eric B. is President"- 6:18
2. "I Know You Got Soul"- 4:44
3. "I Ain't No Joke"- 3:53
4. "Paid in Full" (Seven Minutes of Madness—The Coldcut Remix)- 7:09
5. "My Melody" (Clean Original Mix)- 5:56
6. "Follow the Leader"- 5:34
7. "Microphone Fiend"- 5:14
8. "Lyrics of Fury"- 4:12
9. "Put Your Hands Together" (Fon Force Mix)- 5:28
10. "The R" (Remix Edit) - 3:24
11. "Let the Rhythm Hit 'Em" (Clean UPSO Mix)- 6:11
12. "No Omega" (Extended Remix)- 5:22
13. "In the Ghetto" (Extended Mix)- 6:13
14. "Run for Cover"- 4:49
15. "Mahogany"- 4:37
16. "What's On Your Mind" (House Party II Rap Theme)- 5:21
17. "Rest Assured"- 3:34
18. "What's Going On"- 3:51
19. "Juice (Know the Ledge)" (Main Mix)- 4:01
20. "Casualties of War" (Radical Radio Edit)- 4:09
21. "Don't Sweat the Technique"- 4:21

## Ligações Externas
- Site Oficial